# 第八代馬爾博羅公爵喬治·史賓賽-邱吉爾
第八代馬爾博羅公爵佐治·史賓賽-邱吉爾（英語：George Charles Spencer-Churchill, 8th Duke of Marlboroughl，1844年5月13日—1892年11月9日），第八代馬爾博羅公爵，英國首相溫斯頓·邱吉爾的伯父。

## 家庭
1869年，喬治與亞伯科恩公爵詹姆斯·漢密爾頓的女兒雅伯達結婚，兩人共有1子3女：
1. 法蘭西絲（1870年—1954年）
2. 查爾斯（1871年—1934年），第九代公爵
3. 莉莉安（1873年—1951年）
4. 諾拉（1875年—1946年）